# Aita Gasparin
Aita Gasparin (ur. 9 lutego 1994 w Samedan) – szwajcarska biathlonistka. Uczestniczka Mistrzostw Świata 2013 i XXII Zimowych Igrzysk Olimpijskich w Soczi (2014). Jej starsze siostry Selina i Elisa także są biathlonistkami.

## Osiągnięcia

### Igrzyska olimpijskie
| Rok  | Miejscowość | Konkurencje | Konkurencje | Konkurencje | Konkurencje | Konkurencje | Konkurencje | Konkurencje |
| Rok  | Miejscowość | IN          | SP          | PU          | MS          | RL          | MR          | SR          |
| ---- | ----------- | ----------- | ----------- | ----------- | ----------- | ----------- | ----------- | ----------- |
| 2014 | Soczi       | 61.         | –           | –           | –           | 8.          | –           | nd.         |
| 2018 | Pjongczang  | 68.         | –           | –           | –           | –           | –           | nd.         |

### Mistrzostwa świata
| Rok  | Miejscowość          | Konkurencje | Konkurencje | Konkurencje | Konkurencje | Konkurencje | Konkurencje | Konkurencje |
| Rok  | Miejscowość          | IN          | SP          | PU          | MS          | RL          | MR          | SR          |
| ---- | -------------------- | ----------- | ----------- | ----------- | ----------- | ----------- | ----------- | ----------- |
| 2013 | Nové Město na Moravě | 89.         | 94.         | –           | –           | 13.         | –           | nd.         |
| 2015 | Kontiolahti          | 78.         | 81.         | –           | –           | 22.         | 13.         | nd.         |
| 2016 | Oslo                 | 63.         | 73.         | –           | –           | 16.         | 14.         | nd.         |
| 2017 | Hochfilzen           | 28.         | 48.         | 50.         | –           | 13.         | 14.         | nd.         |
| 2019 | Östersund            | –           | 75.         | –           | –           | 13.         | –           | 14.         |
| 2020 | Anterselva           | 27.         | 10.         | 10.         | 21.         | 6.          | –           | –           |
| 2021 | Pokljuka             | –           | 33.         | 35.         | –           | 12.         | –           | –           |
| 2023 | Oberhof              | 27.         | 20.         | 38.         | 30.         | 8.          | –           | –           |
| 2024 | Nové Město na Moravě | 46.         | 62.         | –           | –           | 9.          | –           | –           |
| 2025 | Lenzerheide          | 20.         | 41.         | 21.         | 11.         | 14.         | –           | –           |

### Mistrzostwa świata juniorów
| Rok  | Miejscowość    | Konkurencje | Konkurencje | Konkurencje | Konkurencje | Konkurencje | Konkurencje | Konkurencje |
| Rok  | Miejscowość    | IN          | SP          | PU          | MS          | RL          | MR          | SR          |
| ---- | -------------- | ----------- | ----------- | ----------- | ----------- | ----------- | ----------- | ----------- |
| 2013 | Obertilliach   | –           | –           | –           | nd.         | 5.          | nd.         | nd.         |
| 2015 | Mińsk-Raubicze | 9.          | 9.          | 14.         | nd.         | 7.          | nd.         | nd.         |

### Puchar Świata

#### Miejsca w klasyfikacji generalnej
| Sezon     | Miejsce |
| --------- | ------- |
| 2013/2014 | 98.     |
| 2014/2015 | 60.     |
| 2015/2016 | 72.     |
| 2016/2017 | 88.     |
| 2017/2018 | –       |
| 2018/2019 | 85.     |
| 2019/2020 | 31.     |
| 2020/2021 | 53.     |
| 2021/2022 | 55.     |
| 2022/2023 | 24.     |
| 2023/2024 | 31.     |
| 2024/2025 | 26.     |